# 文学のこみち

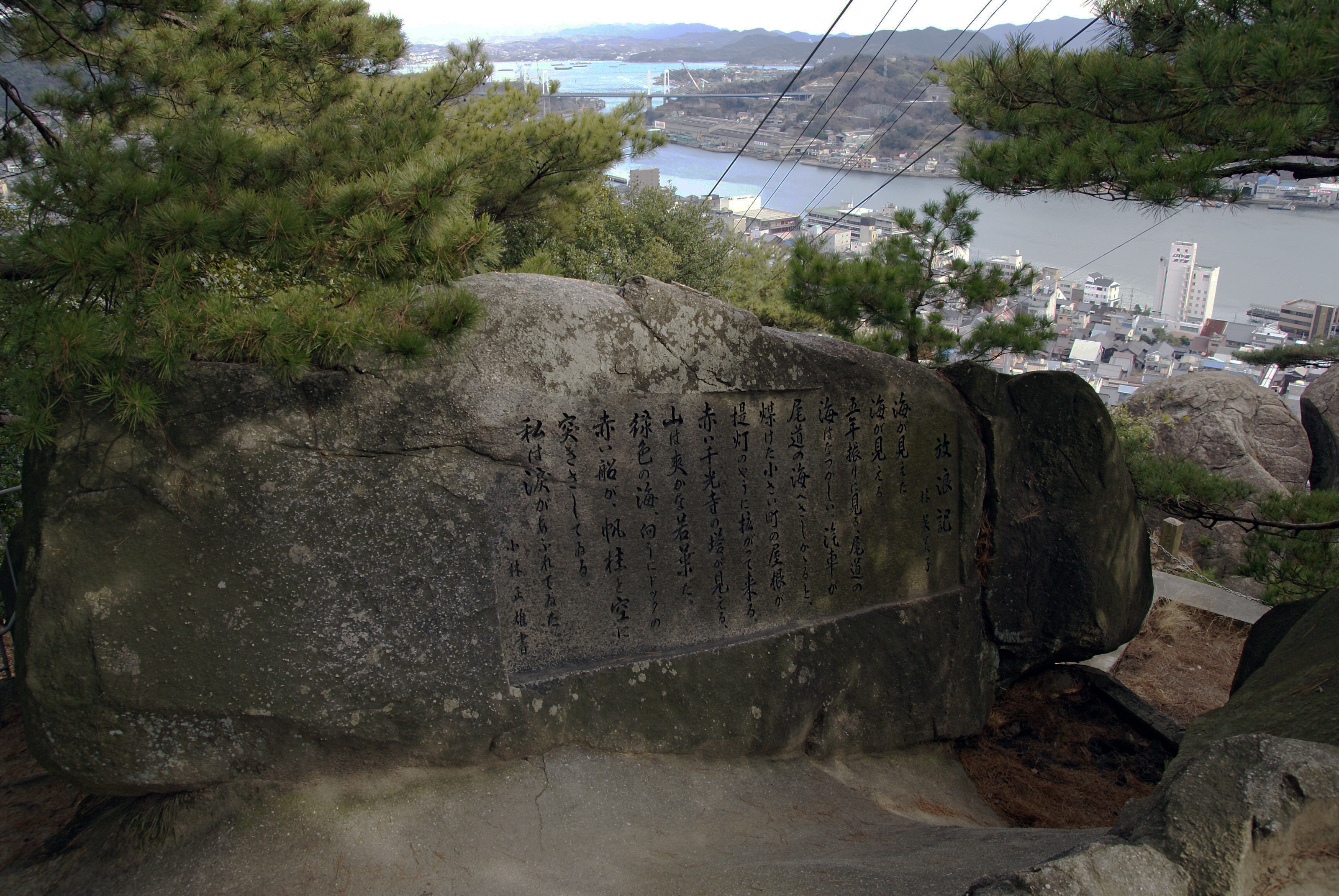
林芙美子文学碑と背景の尾道水道

文学のこみち（ぶんがくの・こみち）は、広島県尾道市の千光寺公園にある遊歩道。

## 概要
千光寺山頂（ロープウェイ山頂駅）から、途中千光寺敷地内を通り、千日稲荷まで続く全長約1kmの遊歩道。道沿いの自然の巨石に尾道ゆかりの作家・詩人など文化人らによる作品を刻んだ25基の石碑（文学碑）が立ち、横にはそれぞれ説明看板が付いている。これら文学碑を結ぶ小径が「文学のこみち」とよばれ観光客に親しまれている
瀬戸内海に面した港町である尾道は、古くから美しい歴史ある観光地として有名で、志賀直哉や林芙美子など多くの文人が訪れ、なかにはそれを記念して文学碑が作られた。1965年（昭和40年）・1969年（昭和44年）の2期にわたって尾道青年会議所が整備し、市に寄付した。
林芙美子文学碑とそこから望む尾道水道の風景は、尾道を紹介する風景として特に有名。中村憲吉文学碑はコースから少し離れ、旧居前にある。道の途中には1998年10月に行われた大相撲尾道場所を記念して作られた記念碑も立っており、貴乃花・曙・若乃花・武蔵丸の4横綱（当時）の手形が彫ってある。
なお、場所によっては段差のある坂道もあり、登山道に近いところもある。

## 文学碑
1. 徳富蘇峰
2. 前田曙山
3. 正岡子規 : 1895年（明治28年）、日清戦争従軍記者として尾道を通過した時の作品が刻まれている。
4. 物外
5. 十返舎一九 : 年代は不明だが、山陽道漫遊中に尾道来遊時の作品が刻まれている。
6. 金田一京助 : 1955年（昭和30年）尾道来遊時の作品が刻まれている。
7. 江見水蔭
8. 志賀直哉 : 暗夜行路の一節。筆者は小林和作。
9. 林芙美子 : 放浪記の一節。筆者は小学校当時の恩師である小林正雄。
10. 緒方洪庵 : 1862年（文久2年）初夏、尾道来遊時の作品が刻まれている。
11. 巖谷小波 : 1932年（昭和7年）尾道来遊時の作品の一つが刻まれている。
12. 山口玄洞 : 座右の銘の三文字が刻まれている。
13. 山口誓子 : 1962年（昭和37年）千光寺詣での作品が刻まれている。
14. 柳原白蓮 : 年代は不明だが、尾道に歌行脚したときの作品の一つが刻まれている。
15. 河東碧梧桐 : 1910年（明治43年）、新傾向俳句運動をすすめる途中、尾道来遊時の作品が刻まれている。
16. 竹田・竹下・伯秀 : 1835年（天保5年）8月1日、3人が千光寺山に登り玉の岩で詩を作り石に刻んだ。「瘞紅の碑」とも。
17. 松尾芭蕉 : 1792年（寛政4年）10月12日、尾道で行われた芭蕉翁百年祭を記念して建立された。
18. 中村憲吉
19. 俚謡 : 作者不明。古くから尾道で愛誦されている。
20. 吉井勇 : 1936年（昭和11年）、浄土寺や千光寺に詣でたときの一首が刻まれている。
21. 古歌 : 作者不明。古くから尾道で愛誦されている。
22. 小杉放庵 : 1954年（昭和29年）ごろ、尾道来遊時の作品が刻まれている。
23. 菅茶山 : 1793年（寛政5年）、鼓岩に登った際の長誌の一節が刻まれている。
24. 陣幕久五郎 : 句碑と手形碑からなる。
25. 頼山陽 : 1829年（文政12年）千光寺山に登ったときの作品が刻まれている。

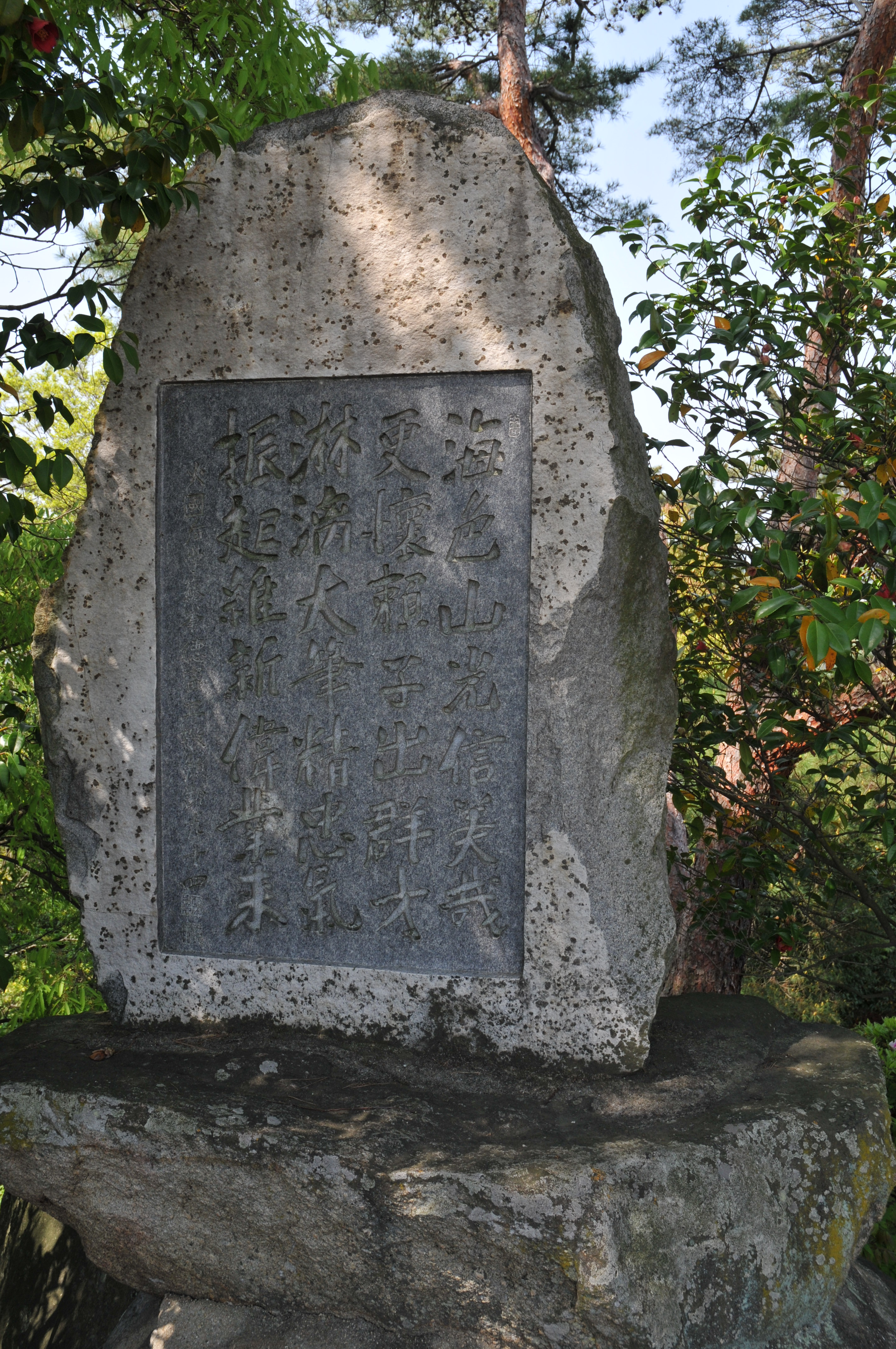
徳富蘇峰
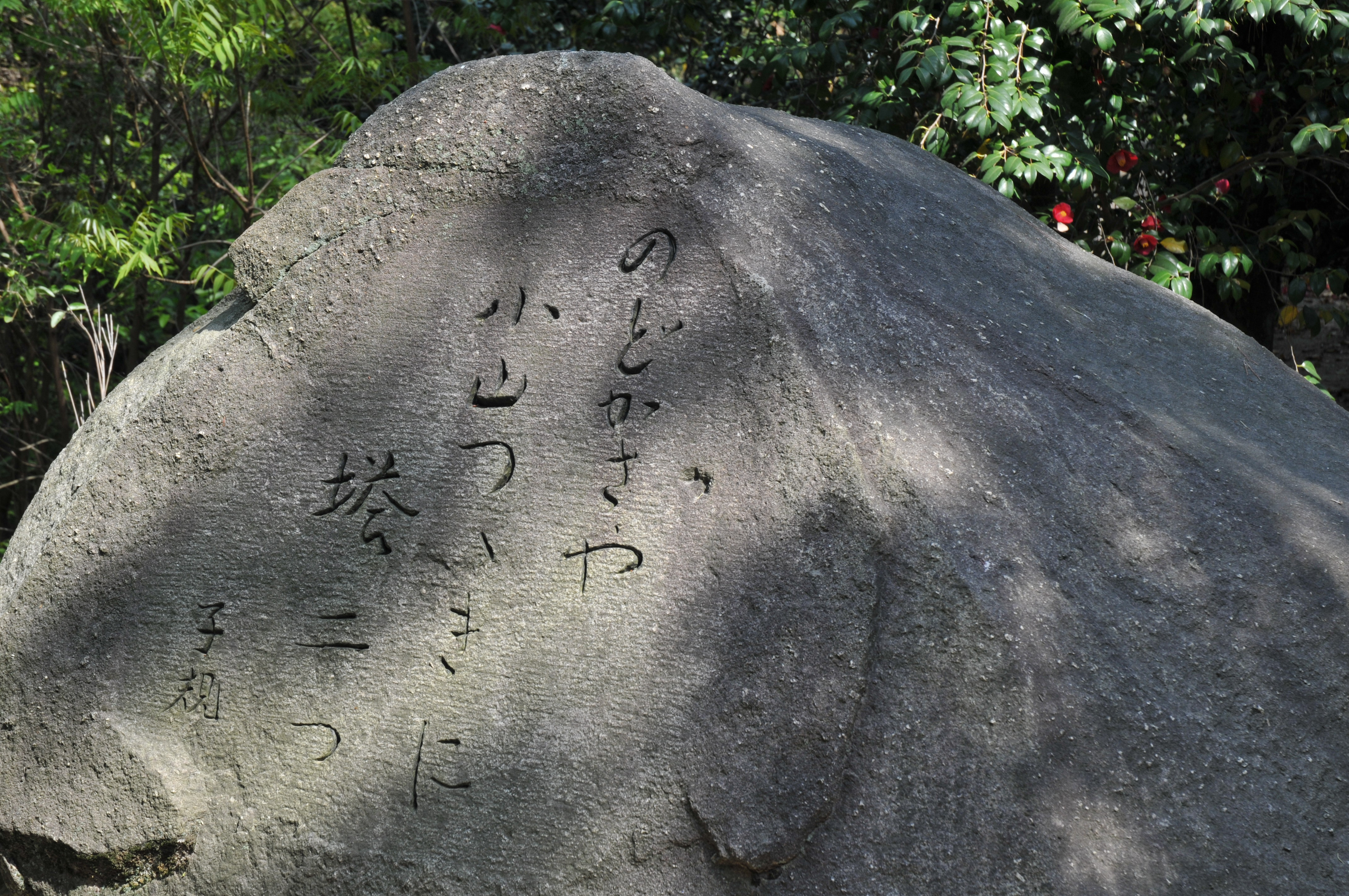
正岡子規
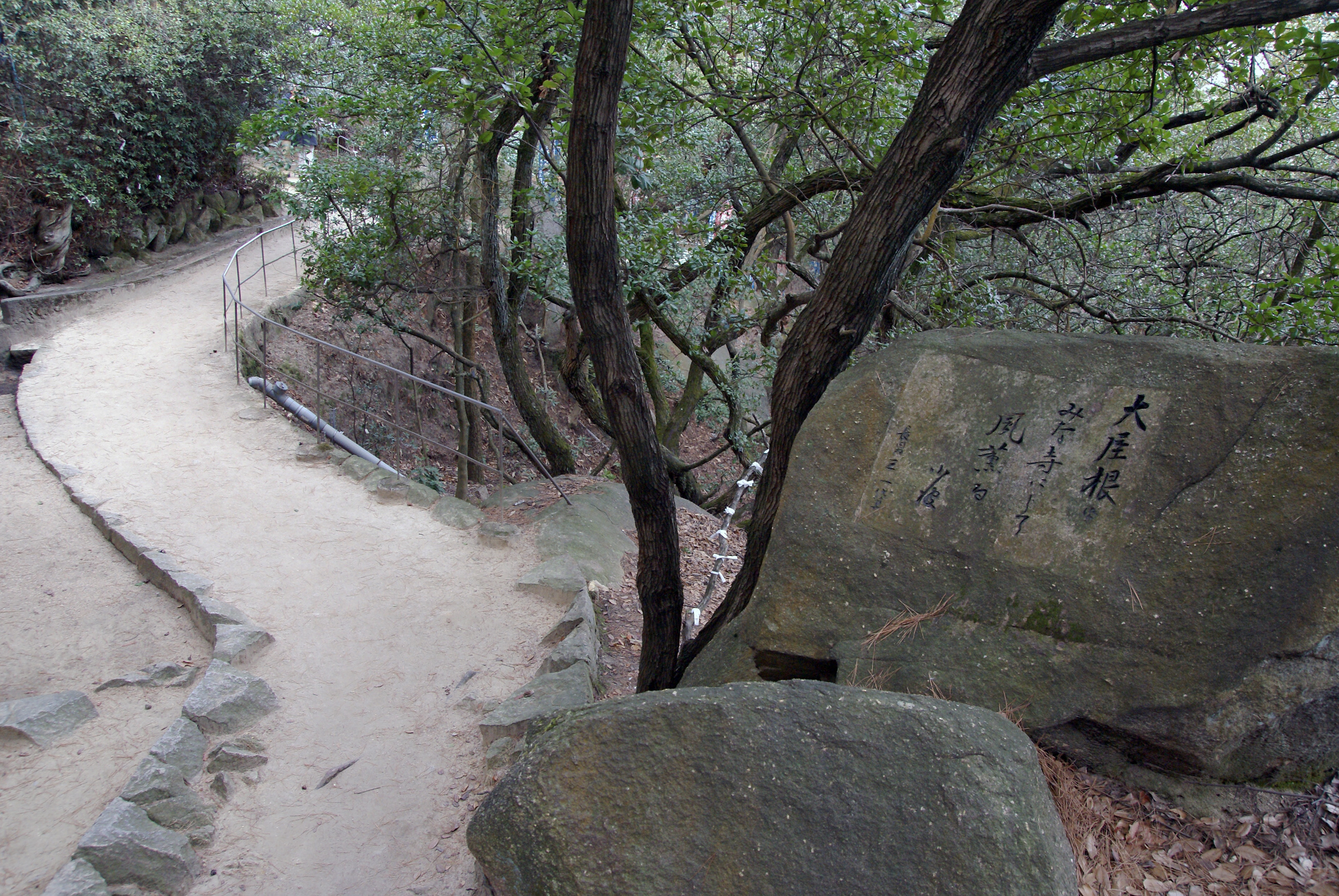
巖谷小波（右）
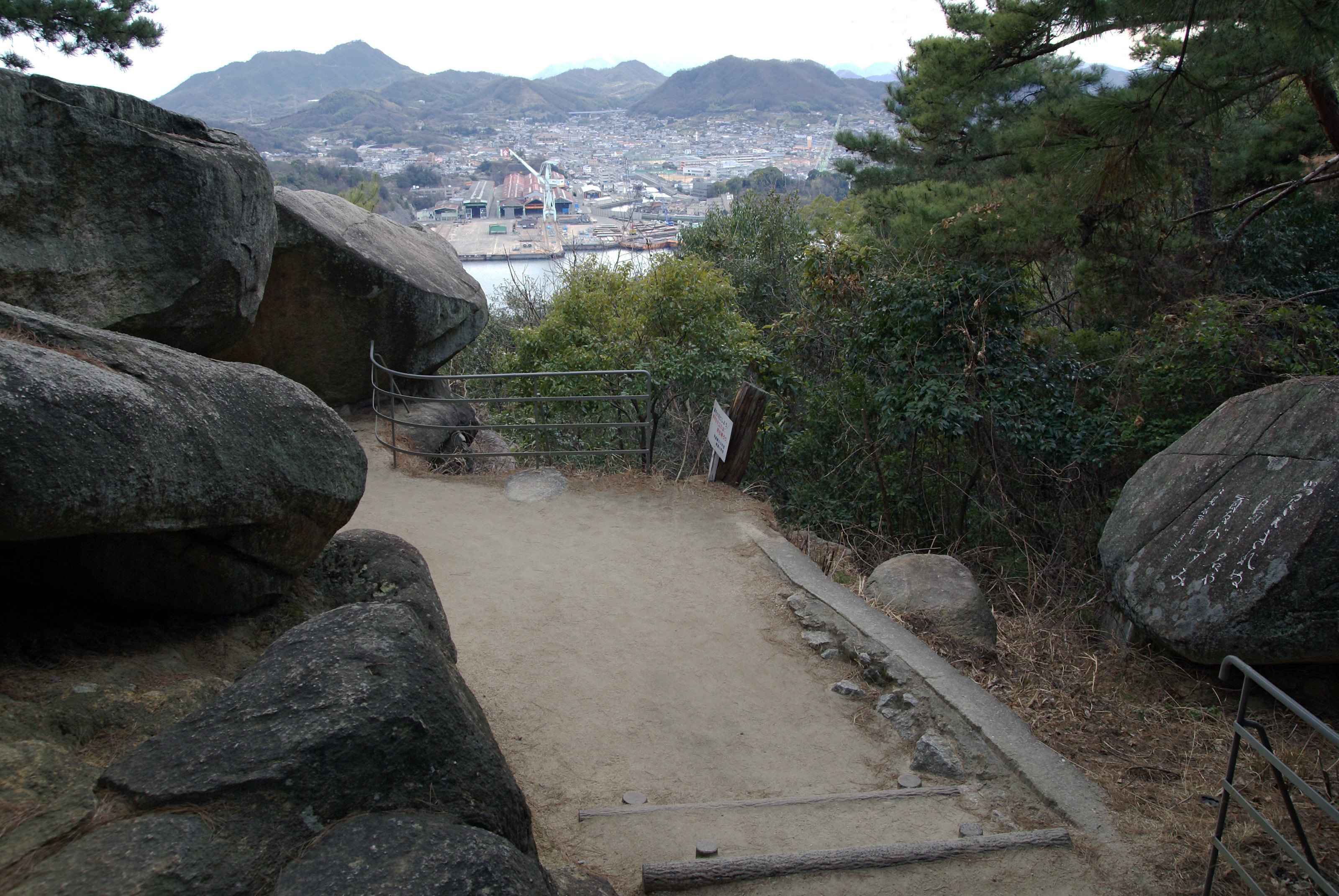
江見水蔭（右端）

## 交通
- 千光寺山ロープウェイ山頂駅参照